# Мусхелишвили, Давид Леванович
Давид Леванович Мусхелишвили (груз. დავით მუსხელიშვილი; род. 19 октября 1928, Тифлис) — советский и грузинский историк, доктор исторических наук (1973), профессор, академик Национальной академии наук Грузии (1993), директор Института истории и этнологии имени И. Джавахишвили (1999—2006).

## Биография
Родился 19 октября 1928 года в Тбилиси. Приходится племянником французскому политологу и юристу грузинского происхождения Мишелю Мусхели.
В 1952 году окончил исторический факультет Тбилисского государственного университета.
С 1956 по 1960 год работал в должности младшего научного сотрудника в Институте этнографии, археологии и истории Академии наук Грузинской ССР (ныне Институт истории и этнологии имени И. Джавахишвили). С 1960 года продолжил работу в должности старшего научного сотрудника института, а в 1967 году назначен заведующим историческим отделом. В 1973 году защитил докторскую диссертацию.
С 1972 по 1982 год был старшим научным редактором Грузинской советской энциклопедии. В 1988 году стал членом-корреспондентом Академии наук ГССР, а в 1993 году — действительным членом.
С 1999 по 2006 год возглавлял в качестве директора Институт истории и этнологии имени И. Джавахишвили. Являлся главным редактором журналов «Аналеби» и «Логос».

## Награды
- Орден Чести (1998)[3]
- Премия Иване Джавахишвили АН Грузии (2008[2]; за «Атлас истории Грузии»)
- Почётный гражданин Тбилиси (2021)